# Las Marías (Las Marías)
Las Marías es un barrio-pueblo ubicado en el municipio de Las Marías en el estado libre asociado de Puerto Rico. En el Censo de 2010 tenía una población de 262 habitantes y una densidad poblacional de 1.605,69 personas por km².

## Geografía
Las Marías se encuentra ubicado en las coordenadas 18°15′8″N 66°59′27″O / 18.25222, -66.99083. Según la Oficina del Censo de los Estados Unidos, Las Marías tiene una superficie total de 0.16 km², que corresponden a tierra firme.

## Demografía
Según el censo de 2010, había 262 personas residiendo en Las Marías. La densidad de población era de 1.605,69 hab./km². De los 262 habitantes, Las Marías estaba compuesto por el 95.04% blancos, el 2.67% eran afroamericanos, el 1.15% eran de otras razas y el 1.15% pertenecían a dos o más razas. Del total de la población el 99.24% eran hispanos o latinos de cualquier raza.